# Oare (Somerset)
Oare is een civil parish in het bestuurlijke gebied Somerset West and Taunton, in het Engelse graafschap Somerset met 68 inwoners.